# Johann Anton André
Johann Anton André (født 6. oktober 1775 i Offenbach am Main, død 6. april 1842 sammesteds) var en tysk komponist og musikforlægger, bedst kendt for sin rolle i forskningen af Mozarts musik.
André var søn af den produktive musiker og komponist Johann André (1741-1799), hvis musikhandel han overtog efter dennes død, og købte de efterladte manuskripter af Mozarts enke Constanze.
Selv komponerede André såvel operaer som symfonier og messer.